# Sebastian Larsson
Sebastian Bengt Ulf Larsson (* 6. června 1985 Eskilstuna) je bývalý švédský profesionální fotbalista, který naposledy hrál na pozici středního záložníka za švédský klub AIK Stockholm. Mezi lety 2008 a 2021 odehrál také 133 utkání v dresu švédské reprezentace, ve kterých vstřelil 10 branek. Od roku 2020 byl reprezentačním kapitánem.

## Reprezentační kariéra
Larsson nastupoval ve švédských mládežnických reprezentacích U16, U17, U19 a U21.
V A-týmu Švédska debutoval 6. 2. 2008 v přátelském zápase proti reprezentaci Turecka (remíza 0:0). Celkově za švédský národní výběr odehrál 133 zápasů a vstřelil v něm 10 branek. Zúčastnil se EURA 2008 v Rakousku a Švýcarsku, EURA 2012 v Polsku a na Ukrajině, a EURA 2016 ve Francii. Reprezentační kariéru ukončil po Mistrovství Evropy ve fotbale 2020.